# Lekkoatletyka na Letnich Igrzyskach Olimpijskich 2016 – skok w dal mężczyzn
Skok w dal mężczyzn – jedna z konkurencji lekkoatletycznych rozgrywanych podczas igrzysk olimpijskich w Rio de Janeiro.
Obrońcą tytułu mistrzowskiego z 2012 roku był Brytyjczyk Greg Rutherford.
W zawodach wzięło udział 32 zawodników.

## Terminarz
Wszystkie godziny podane są w czasie brazylijskim (UTC-03:00) oraz polskim (CEST).
| Data             | Godzina rozpoczęcia | Godzina rozpoczęcia |                      |
| Data             | UTC-03:00           | CEST                |                      |
| ---------------- | ------------------- | ------------------- | -------------------- |
| 12 sierpnia 2016 | 21:20               | 02:20               | Eliminacje – grupa A |
| 12 sierpnia 2016 | 21:20               | 02:20               | Eliminacje – grupa B |
| 13 sierpnia 2016 | 20:53               | 01:53               | Finał                |

## Rekordy
Tabela uwzględnia rekordy uzyskane przed rozpoczęciem zawodów.
|                   | Zawodnik       | Wynik | Miejsce | Data                 |
| ----------------- | -------------- | ----- | ------- | -------------------- |
| Rekord świata     | Mike Powell    | 8,95  | Tokio   | 30 sierpnia 1991     |
| Rekord olimpijski | Bob Beamon     | 8,90  | Meksyk  | 18 października 1968 |
| Listy światowe    | Jarrion Lawson | 8,58  | Eugene  | 3 lipca 2016         |

## Wyniki

### Eliminacje
Minimum kwalifikacyjne wynosiło 8,15 m.
| Pozycja | Grupa | Zawodnik               | Reprezentacja     | Wynik | Uwagi |
| ------- | ----- | ---------------------- | ----------------- | ----- | ----- |
| 1.      | B     | Wang Jianan            | Chiny             | 8,24  | Q,    |
| 2.      | A     | Jeff Henderson         | Stany Zjednoczone | 8,20  | Q,    |
| 3.      | A     | Emiliano Lasa          | Urugwaj           | 8,14  | q     |
| 4.      | A     | Luvo Manyonga          | Południowa Afryka | 8,12  | q     |
| 5.      | A     | Rushwal Samaai         | Południowa Afryka | 8,03  | q     |
| 6.      | A     | Henry Frayne           | Australia         | 8,01  | q     |
| 7.      | B     | Jarrion Lawson         | Stany Zjednoczone | 7,99  | q     |
| 8.      | B     | Fabrice Lapierre       | Australia         | 7,96  | q     |
| 9.      | A     | Huang Changzhou        | Chiny             | 7,95  | q     |
| 10.     | A     | Greg Rutherford        | Wielka Brytania   | 7,90  | q     |
| 11.     | A     | Kafétien Gomis         | Francja           | 7,89  | q     |
| 12.     | B     | Damar Forbes           | Jamajka           | 7,85  | q     |
| 13.     | B     | Radek Juška            | Czechy            | 7,84  |       |
| 14.     | A     | Kim Deok-hyeon         | Korea Południowa  | 7,82  |       |
| 15.     | B     | Maykel Massó           | Kuba              | 7,81  |       |
| 16.     | A     | Tyrone Smith           | Bermudy           | 7,81  |       |
| 17.     | B     | Chan Ming Tai          | Hongkong          | 7,79  |       |
| 18.     | A     | Fabian Heinle          | Niemcy            | 7,79  |       |
| 19.     | B     | Baczana Chorawa        | Gruzja            | 7,77  |       |
| 20.     | B     | Jean Marie Okutu       | Hiszpania         | 7,75  |       |
| 21.     | A     | Izmir Smajlaj          | Albania           | 7,72  |       |
| 22.     | B     | Stefan Brits           | Południowa Afryka | 7,71  |       |
| 23.     | B     | Kanstancin Baryczeuski | Białoruś          | 7,67  |       |
| 24.     | B     | Ankit Sharma           | Indie             | 7,67  |       |
| 25.     | B     | Mike Hartfield         | Stany Zjednoczone | 7,66  |       |
| 26.     | A     | Michel Tornéus         | Szwecja           | 7,65  |       |
| 27.     | A     | Miltiadis Tendoglu     | Grecja            | 7,64  |       |
| 28.     | B     | Higor Alves            | Brazylia          | 7,59  |       |
| 29.     | B     | Mohammad Arzandeh      | Iran              | 7,31  |       |
| 30.     | B     | Alyn Camara            | Niemcy            | 5,16  |       |
| –       | A     | Gao Xinglong           | Chiny             | NM    |       |
| –       | A     | Aubrey Smith           | Jamajka           | NM    |       |

### Finał
| Pozycja | Zawodnik         | Reprezentacja     | Wynik | Uwagi |
| ------- | ---------------- | ----------------- | ----- | ----- |
| 1. !    | Jeff Henderson   | Stany Zjednoczone | 8,38  | SB    |
| 2. !    | Luvo Manyonga    | Południowa Afryka | 8,37  | PB    |
| 3. !    | Greg Rutherford  | Wielka Brytania   | 8,29  |       |
| 4.      | Jarrion Lawson   | Stany Zjednoczone | 8,25  |       |
| 5.      | Wang Jianan      | Chiny             | 8,17  |       |
| 6.      | Emiliano Lasa    | Urugwaj           | 8,10  |       |
| 7.      | Henry Frayne     | Australia         | 8,06  |       |
| 8.      | Kafétien Gomis   | Francja           | 8,05  |       |
| 9.      | Rushwal Samaai   | Południowa Afryka | 7,97  |       |
| 10.     | Fabrice Lapierre | Australia         | 7,87  |       |
| 11.     | Huang Changzhou  | Chiny             | 7,86  |       |
| 12.     | Damar Forbes     | Jamajka           | 7,82  |       |